# パンむすめ
『パンむすめ』は樹るうによる日本の4コマ漫画作品。『まんがタイムスペシャル』（芳文社）にて、2010年9月号から2011年10月号まで連載された。
扇川商店街に新しくオープンしたパン屋こぐまベーカリーの若きオーナーにして無敵のパン好き娘・ちはると、クールビューティーな相棒なっちゃん、そして近所の人々を描く繁盛記である。

## 登場キャラクター
熊飼ちはる（くまがい ちはる)
本編の主人公で、19歳という若さながら扇川駅東口にリニューアルオープンしたパン屋「こぐまベーカリー（以下「こぐま」）のオーナーとなり、年収三億という野望を掲げて商売に励むパワー溢れる明るい女性。生まれついての無類のパン好きであり、そのレベルたるや0歳児にして祖父のパンをお乳代わりにしゃぶっていた程。元々「こぐま」は祖父の店だったが、祖父が腰を痛めて店を畳んだ際、跡を継ごうと中卒で製パン学校へ入学、卒業後学校の同級生だった夏緒を職人として迎えて新たに復活させた。
本人のパンへ向ける情熱と愛情とは裏腹に、彼女自身の作るパンは焼成してしまうとバゲットはイナバウアーの如く反り返り、食パンは備長炭化するなどと、触ったパン自体が謎の粉製品「メタモルフォーゼ・パン（通称メタパン）」と化してしまうという、パン職人としては非常に難儀な性質を持っている。夏緒曰く、ちはるがパンに注ぐ命懸けの愛情にパンが応えようとして異常進化しているのではないかとのこと。製パン学校に通っていた頃は一向にまともなパンを作れないことに悩み落ち込んでいたが、夏緒から「パン屋がやりたいならオーナーになって職人を雇えばいい」とアドバイスされて奮起し、その後彼女を相方として強引にスカウトした。
故に普段は接客及び商品開発を担当しており、その独創性溢れる発想力と柔軟な思考から様々なオリジナルパンを開発しては好評を博している。尚、パンを除く他の料理の腕自体に問題はないのでペストリーなどの具材作りもこなしている。因みに好きな男性のタイプは●ンパンマン。
なっちゃん / 森本夏緒（もりもと なつお）
ちはるの3つ年上の相棒であるパン職人（生地を担当)で、黒のストレートヘアを後ろで括ったクールビューティー。作中ではもっぱらなっちゃんと呼ばれ、ちはるの祖父からも身内同然に可愛がられている。ちはると違い製パン学校では成績優秀でありながらも、「いいパンが作れるならどこでも」と言い切って規模の小さい「こぐま」にやって来た職人気質に溢れる颯爽とした男前な性格。口調も男性じみているがちはるよりも胸は大きい。趣味は酵母作り。
実家は町工場で、既婚者の兄に両親、祖母、まだ乳児の姪っ子がいる。昔から家族全員主食は米であり、休日にだけパンを食べていた習慣からパンを特別な「ごちそう」と認識していた。成長してから自宅での自己流のパン作りにハマり、パン職人の道を選んで製パン学校へと入学、ちはると出会い現在に至る。因みに好きな男性のタイプは野武士。
メガネくん / 山本まこと
「こぐま」リピーターの筆頭で、ちはるからは「山本さん家のメガネくん」と呼ばれる、分厚い眼鏡を掛けた秀才然とした小学生。誰に対しても丁寧な口調で話す。下の名前は母親から「マコちゃん」と呼ばれていたことから「まこと」であると思われる。
実はフランス人の父を持つハーフであり、普段は意図的に隠しているが眼鏡の下は美少年。幼稚園の頃に女の子達に取り合いをされて肩を脱臼した経験から色恋全般が苦手だが、最近ではちはるに好意を寄せつつある。祖母の勧めで進学校受験の為に日々学習塾へ通っているものの、密かにイラストを趣味としており、ちはるに頼まれ「こぐま」の新商品POPを描き上げ、また自分の好きなものに真っ直ぐな彼女の姿によって自らも絵画の道へと進むことを決意した。
おばあちゃま
メガネくんこと山本くんの母方の祖母で同じく「こぐま」のリピーター。一見普通の老婦人だが、実は大手化粧品会社「A&O」の女社長で、一代で企業を成長させたバリバリのキャリアウーマン。ちはる達に経営方面で色々アドバイスすることも。現在は再婚しているものの、若い頃最初に結婚した男性に借金を押し付けられ朝から晩まで働くなど散々苦労してきたせいか、娘（メガネくんの母）と孫には多少過保護気味。
おじいちゃん
ちはるの祖父で前・こぐまベーカリーの店主。ちはるが中学生の頃にヘルニアを悪化させて店を畳んでいる。頑固気質でちはるのことは孫としては溺愛しているものの、メタパンのこともあってその開業には猛反対、「新・こぐまベーカリーの初年度の売り上げが自分の現役時代の平均年収を超えなければ店を畳む」という条件で、ちはるが店を継ぐことを許可した。因みに夏緒からは何故か「師匠」と呼ばれている。

## 単行本
- 樹るう『パンむすめ』　芳文社〈まんがタイムコミックス〉、全1巻
  1. （2011年11月25日 第1刷発行、2011年11月7日発売）、ISBN 978-4-8322-5023-9